# Bone Crusher
Bone Crusher (født Wayne Hardnett den 23. august 1971 i Atlanta, Georgia i USA) er en amerikansk rapper. Han debuterede i 2003 med albummet AttenCHUN! som indeholder hitsinglen "Never Scared". Før solokarrieren var Bone Crusher medlem af Lyrical Giants og samarbejdede med blandt andet Too Short og Erick Sermon. Bone Crusher har også medvirket på sange af blandt andre Youngbloodz, David Banner, Young Jeezy, Trillville og T-Pain. I 2006 blev hans andet album Release the Beast udgivet.
Han er også en spilbar figur i kampspillet Def Jam: Fight for NY fra 2004 til Xbox og PlayStation 2.

## Diskografi
- 2003: AttenCHUN!
- 2006: Release of the Beast
- 2007-2008: Free